# Gary Knoke

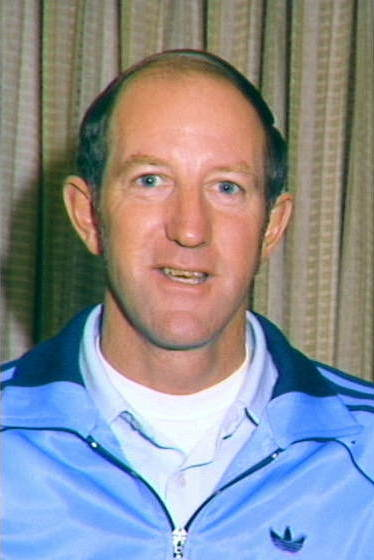
Gary Knoke, 1981

Gary Knoke (Gary James Knoke; * 5. Februar 1942 in Sydney; † 10. Juli 1984 in Canberra) war ein australischer Hürdenläufer und Sprinter.
Bei den British Empire and Commonwealth Games 1962 in Perth wurde er Vierter über 440 Yards Hürden und schied über 120 Yards Hürden im Vorlauf aus.
Zwei Jahre später wurde er bei den Olympischen Spielen 1964 in Tokio über 400 m Hürden Vierter und schied in der 4-mal-400-Meter-Staffel im Vorlauf aus.
Bei den British Empire and Commonwealth Games 1966 in Kingston wurde er jeweils Fünfter über 440 Yards Hürden und in der 4-mal-440-Yards-Staffel. Über 120 Yards Hürden scheiterte er erneut in der ersten Runde.
1968 erreichte er bei den Olympischen Spielen in Mexiko-Stadt über 400 m Hürden das Halbfinale und schied über 110 m Hürden im Vorlauf aus. Im Jahr darauf siegte er bei den Pacific Conference Games über 400 m Hürden.
Bei den British Commonwealth Games 1970 in Edinburgh wurde er Achter über 400 m Hürden und schied über 400 m im Halbfinale aus.
Über 400 m Hürden gelangte er bei den Olympischen Spielen 1972 in München ins Halbfinale und gewann 1973 Silber bei den Pacific Conference Games. Bei den British Commonwealth Games 1974 in Christchurch wurde er Siebter über 400 m Hürden und Vierter in der 4-mal-400-Meter-Staffel.
Siebenmal wurde er Australischer Meister über 400 m Hürden bzw. 440 Yards Hürden (1965–1967, 1970–1973) und zweimal über 110 m Hürden bzw. 120 Yards Hürden (1965, 1967).

## Persönliche Bestzeiten
- 400 m: 46,7 s, 1965
- 110 m Hürden: 14,14 s, 16. Oktober 1968, Mexiko-Stadt
- 400 m Hürden: 49,61 s, 14. Oktober 1968, Mexiko-Stadt (handgestoppt: 49,3 s, 26. März 1972, Perth)